# Crailsheim Merlins
Die Crailsheim Merlins (seit der Vergabe des Sponsornamens im Juli 2018 Hakro Merlins Crailsheim) sind die Basketballabteilung des TSV Crailsheim. Seit dem 1. Juli 2015 ist der Spielbetrieb der Profimannschaft als „Crailsheim Merlins GmbH“ vom Hauptverein ausgegliedert.

## Geschichte
Die Abteilung wurde am 31. Januar 1986 aus einer Schüler-AG gegründet. Bis 1994 waren die Basketballer in unteren Ligen angesiedelt und hatten mit großen Hallenproblemen in Crailsheim zu kämpfen. Mit dem vollständigen Abzug der amerikanischen Streitkräfte gelang es im Jahr 1995, die ehemalige US-Kasernen-Halle vom Bundesvermögensamt zu mieten. Durch die Halle erhielten die Crailsheimer Basketballer nach Einschätzung eines ihrer „Macher“ Martin Romig ein Alleinstellungsmerkmal, das genutzt worden sei, um sportlich die nächsten Schritte einzuleiten. In den Anfangsjahren verbanden sie Basketball mit dem Veranstalten von Feiern, was für Einnahmen sorgte. Mit den hinzugewonnenen Hallenkapazitäten gelang den Crailsheimer Basketballern in wenigen Jahren der Vormarsch bis in die 2. Basketball-Bundesliga (Aufstieg 2001). Mit dem Aufstieg ging nach Einschätzung Romigs das Ende der Jungfräulichkeit, die man an zuvor an den Tag gelegt habe, einher und es erfolgte die Hinwendung zur Professionalität. Nun musste man sich erneut nach einer geeigneten Spielstätte umsehen und fand sie in einer leerstehenden Markthalle, die zur „Sportarena“ umgebaut wurde. Insgesamt sechs Jahre spielten sie in der 2. Bundesliga Süd.
Mit der Neustrukturierung der 2. Bundesliga schrammten die proveo MERLINS Crailsheim in der Saison 2006/07 knapp an der Qualifikation für die neue eingleisige deutschlandweite Liga ProA vorbei. In der ebenfalls neugegründeten eingleisigen und deutschlandweiten ProB gingen die mittlerweile nach einem Namenssponsor benannten proveo MERLINS Crailsheim in den folgenden zwei Spielzeiten an den Start. In der Saison 2008/09 schafften sie als Tabellenerster der ProB den sportlichen Aufstieg in die ProA. Dort gehen sie seit der Saison 2009/10 wieder unter dem alten Vereinsnamen an den Start. Nach zwei sechsten Plätzen erreichten die Crailsheimer in der Saison 2011/12 mit dem vierten Rang nach der Hauptrunde die erstmals in der ProA ausgetragenen Playoffs, wo sie im Halbfinale am Mitteldeutschen BC scheiterten.
Die Saison 2012/13 unter Cheftrainer Willie Young gestaltete sich schwieriger für die Merlins. Lange befand sich die Mannschaft im Abstiegskampf der ProA und konnte die Saison schließlich auf Platz 11 mit 13 Siegen und 17 Niederlagen beenden.
Die Saison 2013/14 unter Willie Young verlief deutlich besser als die vorherige Saison. Die Hauptrunde in der ProA wurde mit 22 Siegen und acht Niederlagen auf dem 2. Tabellenplatz beendet. Im Viertelfinale der Playoffs trafen die Merlins auf die Oettinger Rockets Gotha, die mit 3:1 besiegt wurden. Im Halbfinale wurde der Nürnberger Basketball Club ebenfalls mit 3:1 besiegt. Erstmals in der Geschichte der Merlins wurde ein Play-off-Finale in der ProA erreicht. Ebenso standen die Crailsheim Merlins mit dem Erreichen des Finales als sportlicher Aufsteiger in die Basketball-Bundesliga (BBL) fest. Im Finale der Play-offs traf man dann auf die BG Göttingen. In zwei Finalspielen wurde der Sieger durch die Anzahl der geworfenen Punkte ermittelt. Das 1. Spiel konnten die Merlins vor heimischen Publikum mit 93:91 gewinnen. Das 2. Final-Spiel ging dann mit 83:69 an die BG Göttingen. Somit beendete man die Saison 2013/14 als Vizemeister der ProA.

### Saisons 2014/15 und 2015/16 – Basketball-Bundesliga
Erstmals in der Geschichte der Merlins spielte die Mannschaft in der Basketball-Bundesliga (BBL), der höchsten deutschen Basketballspielklasse. Eines Tages in die Bundesliga zu kommen, sei im Laufe in der Vereinsentwicklung nie ein planerisches Ziel gewesen, betonte „Macher“ Martin Romig später. Durch den Aufstieg in die BBL konnten die Heimspiele nicht mehr in der Hakro-Arena ausgetragen werden, da diese den Anforderungen der BBL nicht genügte. Neue Heimspielstätte der Merlins wurde die Arena Hohenlohe, welche ca. 3000 Plätze fasst. Größere sportliche Erfolge blieben den Merlins allerdings versagt, Willie Young wurde nach neun Spieltagen ohne Sieg entlassen. Anstelle von Young übernahm Ingo Enskat, der bisherige Sportliche Leiter der Merlins, das Amt des Headcoachs. Die Merlins blieben während der ganzen Saison stark abstiegsgefährdet, da z. B. die meisten Spiele gegen die direkten Tabellennachbarn verloren wurden. Negativer Höhepunkt war das Auswärtsspiel gegen Phoenix Hagen, welches aufgrund der verspäteten Anreise mit 0:40 gegen die Merlins gewertet wurde; durch die winterlichen Witterungsverhältnisse stand die Mannschaft immer wieder mit ihrem Bus im Stau.
In der zweiten Saisonhälfte stabilisierten sich die Merlins und man konnte den ein oder anderen Überraschungserfolg verbuchen, jedoch reichte es nicht, um den sportlichen Abstieg in die ProA zu verhindern. Am Ende der Saison standen acht Siege und 26 Niederlagen auf dem Konto, was den letzten Tabellenplatz bedeutete. Aufgrund des Rückzuges der Artland Dragons aus der BBL wurde seitens der Liga eine Wildcard vergeben, um die sich die Merlins als einzige Mannschaft bewarben. Gegen die Zahlung der festgesetzten Wildcardgebühr in Höhe von 250.000 € wurde Crailsheim für den Spielbetrieb in der BBL für die Saison 2015/2016 zugelassen. Die Saison 2015/16 schlossen die Merlins als Tabellenletzter der Bundesliga trotz Wechsel auf der Trainerposition im März (Tuomas Iisalo ersetzte Ingo Enskat) ab, die letzten 19 Saisonspiele wurden verloren, der Verein stieg somit in die 2. Bundesliga ProA ab.

### 2016–2018: Wieder in der 2. Bundesliga ProA und Wiederaufstieg
Nach dem Abstieg aus der höchsten in die zweithöchste deutsche Spielklasse hielten die Merlins an ihrem finnischen Cheftrainer Tuomas Iisalo fest. Der Kader wurde umgebaut, mit Konrad Wysocki, Michael Jost und Patrick Flomo wurden aber drei erfahrene Akteure gehalten. Die Punktrunde der Saison 2016/17 wurde auf dem zweiten Rang beendet, im Playoff-Viertelfinale schieden die Crailsheimer gegen Gotha (1:3-Siege) aus.
Trotz des verpassten Aufstiegs konnte auf eine erfolgreiche Saison zurückgeblickt werden. Mit 25:5-Siegen hatte man das beste Hauptrundenergebnis in der Vereinsgeschichte in der 2. Basketball-Bundesliga erreicht. Außerdem gelangen im Jugendbereich große Meilensteine: Die U16 erreichte in der Jugend-Basketball-Bundesliga (JBBL) erstmals die Playoffs, dazu qualifizierte sich die U19 erstmals überhaupt für die Nachwuchs-Basketball-Bundesliga (NBBL). Damit waren die Merlins in der Saison 2017/18 zum ersten Mal mit drei Mannschaften in einer Bundesliga vertreten (2. Basketball-Bundesliga, JBBL und NBBL).
In der Spielzeit 2017/18 führte Trainer Iisalo die Crailsheimer ins Finale der 2. Bundesliga ProA, wodurch nach zwei Jahren Zweitklassigkeit der Wiederaufstieg in die Basketball-Bundesliga gelang. Im Finale, das in Hin- und Rückspiel ausgetragen wurde, verlor man gegen den SC Rasta Vechta.

### 2018–2024: Erneut in der Bundesliga
Ende Juli 2018 übernahm der Hauptsponsor, das Bekleidungsunternehmen Hakro, die Namensrechte an der Mannschaft, die ihren Namen in Hakro Merlins Crailsheim änderte. Am letzten Spieltag der Saison 2018/19 sicherten die Crailsheimer durch einen 99:87-Sieg über Oldenburg den Verbleib in der Bundesliga. Der Mannschaft kam dabei zugute, dass Konkurrent Bremerhaven gleichzeitig verlor, sodass die Hohenloher noch auf einen Nichtabstiegsplatz kletterten.
Zu Beginn des Spieljahres 2019/20 sorgte die Mannschaft für Aufsehen und lag nach dem fünften Spieltag auf dem ersten Tabellenplatz der Bundesliga. Zum Zeitpunkt der Unterbrechung der Saison im Frühjahr 2020 wies Crailsheim 15 Siege und sechs Niederlagen auf, was den dritten Rang bedeutete. Nach der Zwangspause wegen des Coronavirus SARS-CoV-2 blieb die Mannschaft beim Saisonschlussturnier der Bundesliga (das man ohne einige vorherige Leistungsträger bestreiten musste) ohne Sieg und schloss das Spieljahr damit als Zehnter ab. Saisonübergreifend gewannen die Crailsheimer alle ihre Bundesliga-Heimspiele im Jahr 2020. Aus ihren ersten neun Bundesliga-Spielen in der Saison 2020/21 gingen die Hohenloher aus neun als Sieger hervor. Die Mannschaft zog erstmals in die Bundesliga-Endrunde ein, nachdem die Hauptrunde als Tabellenfünfter beendet worden war. Als großer Gewinn stellte sich der kanadische Spielmacher Trae Bell-Haynes heraus, den Trainer Iisalo im Sommer 2020 aus Finnland geholt hatte. Bell-Haynes wurde als bester Offensivspieler der Bundesliga-Saison 2020/21 ausgezeichnet. Im Bundesliga-Viertelfinale im Mai 2021 schied die Mannschaft gegen Bayern München aus. Trainer Iisalo verließ Crailsheim nach dem Ende der Saison 2020/21 und wechselte nach Bonn, sein Nachfolger wurde Sebastian Gleim, der aus Frankfurt zu den Hohenlohern kam. Mitte Oktober 2021 fand das erste Europapokalspiel der Crailsheimer Vereinsgeschichte statt, die Mannschaft bezwang den dänischen Meister Bakken Bears im FIBA Europe Cup mit 91:78. Im Februar 2022 erreichte Crailsheim das Endspiel im deutschen Pokalwettbewerb, was als bis dahin größter Erfolg der Vereinsgeschichte eingestuft wurde. Das Endspiel wurde gegen Alba Berlin (76:86) verloren.
Mitte Dezember 2022 entließen die Crailsheimer ihren Trainer Sebastian Gleim. Laut Vereinsmitteilung erfolgte die Trennung nicht aus einem sportlichen Grund, zum Zeitpunkt der Entscheidung sei die Mannschaft in der Bundesliga und im europäischen Wettbewerb FIBA Europe Cup im Soll gewesen. Gleims vormaligem Assistenztrainer Nikola Marković wurde das Traineramt übergeben. Marković wurde im November 2023 der schlechte Auftakt in das Spieljahr 2023/24 zum Verhängnis. Er musste sein Amt abgeben, nachdem die Crailsheimer zuvor von sieben Bundesligaspielen seit Saisonbeginn nur eines gewonnen hatten. Der Entlassung war eine 58:96-Niederlage gegen Vechta vorausgegangen. Vor dem Spiel gegen die Niedersachsen hatte Marković dieses als wichtigstes Spiel der Saison bezeichnet. Der Finne Jussi Laakso wurde als neuer Trainer eingestellt. Nachdem Laakso mit der Mannschaft den Verbleib in der Bundesliga verpasst hatte, wurde sein Vertrag in Crailsheim nicht verlängert. Als Nachfolger wurde am 30. Mai 2024 David McCray bekannt gegeben.

### Seit 2024
McCray führte die Mannschaft in der Saison 2024/25 in der Hauptrunde der 2. Bundesliga ProA auf den dritten Tabellenrang. Im anschließenden Viertelfinale verlor man 2:3 gegen Hagen.

## Auswahlspieler
Eigengewächs Harald Debelka lief für die U18-Nationalmannschaft auf, und Femi Oladipo entwickelte sich während seiner Zeit bei den Merlins zum U20-Nationalspieler. Blanchard Obiango wurde im Sommer 2011 in die A2-Nationalmannschaft berufen.
Später stand mit Sebastian Herrera Kratzborn ein A-Nationalspieler seines Landes im Crailsheimer Aufgebot. Der Flügelspieler wurde der Ende 2017 in die chilenische Nationalmannschaft berufen. Trae Bell-Haynes wurde im Sommer 2021 in die kanadische Nationalmannschaft berufen und spielte dort in der Qualifikation für die Olympischen Spiele an der Seite mehrerer NBA-Spieler.

## Erfolge/Höhepunkte der Vereinsgeschichte
- 1987: Aufstieg nach Relegationsspielen vs TSV Heumaden in die Kreisliga A
- 1989: Meister Kreisliga A und Aufstieg in die Bezirksliga
- 1995: Meister Bezirksliga und Aufstieg in die Landesliga
- 1997: Meister Landesliga und Aufstieg in die Oberliga
- 1998: Meister Oberliga und Aufstieg in die Regionalliga
- 2001: Meister Regionalliga und Aufstieg in die 2. Bundesliga
- 2009: Meister ProB und Aufstieg in die ProA
- 2012: Playoff-Halbfinale in der ProA
- 2012: Aufstieg der 2. Mannschaft in die 1. Regionalliga
- 2014: Playoff-Finale in der ProA und Aufstieg in die Basketball-Bundesliga
- 2017: Qualifikation zur NBBL/U19-Bundesliga
- 2018: Aufstieg in die Basketball-Bundesliga
- 2021: Erstmaliger Einzug in die Endrunde der Basketball-Bundesliga
- 2021: Erstes Europapokalspiel
- 2022: Einzug ins Endspiel des deutschen Pokalwettbewerbs

## Bekannte ehemalige Spieler
- Tari Anderson (1997–1999)
- Toni Karaiskos (1997–1999)
- Zoran Borovnica (1997–1999)
- José Barco (2000–2002)
- Darrell Mickens (2003–2005)
- Willie Young (2004–2007)
- Karim Aw (2006–2009)
- John Griffin III (2008–2009)
- John Bynum (2009–2010)
- Benjamin Lischka (2012–2014)
- Stevie Johnson (2012–2015)
- Jonathan Moore (2012–2015)
- Carlos Medlock (2013–2014)
- Yorman Polas Bartolo (2013–2014)
- Jannik Freese (2014)
- Chris Otule (2014–2015)
- Joshiko Saibou (2014–2015)
- Adam Chubb (2015–2016)
- Steven Monse (2015–2016)
- Tim Schwartz (2015–2016)
- Konrad Wysocki (2015–2019)
- Sebastian Herrera (2017–2020)
- Trae Bell-Haynes (2020–2021)
- Bogdan Radosavljević (2020–2023)
- Fabian Bleck (2019–2024)

## Trainer
| Amtszeit        | Name                |
| --------------- | ------------------- |
| 1986–1989       | Dieter Wolfarth     |
| 1989–1990       | kein fester Trainer |
| 1990–1993       | Markus Schmidt      |
| 1993–1994       | Zoran Borovnica     |
| 1994–1997       | Zlatko Nikolic      |
| 1997–1999       | Matthias Braun      |
| 1999–2002       | Zoran Banozic       |
| 2002–2004       | Velibor Balabanovic |
| 2004            | Marian Thede        |
| 2004–2008       | Arne Alig           |
| 2008–2012       | Ingo Enskat         |
| 2012–11/2014    | Willie Young        |
| 11/2014–03/2016 | Ingo Enskat         |
| 03/2016–05/2021 | Tuomas Iisalo       |
| 05/2021–12/2022 | Sebastian Gleim     |
| 12/2022–11/2023 | Nikola Marković     |
| 11/2023–05/2024 | Jussi Laakso        |
| seit 05/2024    | David McCray        |

## Tabellenplatzentwicklung
| Saison             | Platz |
| ------------------ | ----- |
| 2. BBL Süd 2001/02 | 10.   |
| 2. BBL Süd 2002/03 | 9.    |
| 2. BBL Süd 2003/04 | 7.    |
| 2. BBL Süd 2004/05 | 11.   |
| 2. BBL Süd 2005/06 | 12.   |
| 2. BBL Süd 2006/07 | 10.   |
| ProB 2007/08       | 5.    |
| ProB 2008/09       | 1.    |
| ProA 2009/10       | 6.    |
| ProA 2010/11       | 6.    |
| ProA 2011/12       | 4.    |
| ProA 2012/13       | 11.   |
| ProA 2013/14       | 2.    |
| Bundesliga 2014/15 | 18.   |
| Bundesliga 2015/16 | 18.   |
| ProA 2016/17       | 2.    |
| ProA 2017/18       | 2.    |
| Bundesliga 2018/19 | 16.   |
| Bundesliga 2019/20 | 10.   |
| Bundesliga 2020/21 | 5.    |
| Bundesliga 2021/22 | 9.    |
| Bundesliga 2022/23 | 13.   |
| Bundesliga 2023/24 | 17.   |
| ProA 2024/25       | 3.    |

## Halle
Die Crailsheim Merlins spielten bis einschließlich der Saison 2013/14 in der Hakro-Arena Crailsheim (ehemals Sportarena) mit 1777 Plätzen. Das zur reinen Basketballhalle umgerüstete städtische Gebäude, in dem zuvor Viehversteigerungen stattfanden, bietet eine besondere Atmosphäre, da die Zuschauerränge rundum unmittelbar am Spielfeldrand anschließen. Der Aufstieg in die Basketball-Bundesliga erforderte den Umzug nach Ilshofen in die Arena Hohenlohe mit 3000 Plätzen, in der auch bisher schon das traditionelle Weihnachtsspiel ausgetragen wurde. Das Weihnachtsspiel wurde erstmals 1988 ausgetragen.
In der Hakro-Arena wurden bereits Spiele der deutschen A2-Nationalmannschaft ausgetragen. Die frühere Spielstätte beherbergt heute die Geschäftsstelle der Merlins und ist Trainings- und Spielstätte für alle Jugend- und Amateurmannschaften des Vereins.